# Igreja Santo Antônio (Matozinhos)
A Igreja Santo Antônio  é uma igreja localizada em Mocambeiro (Matozinhos) da cidade de Matozinhos. Foi fundada em torno dos anos de 1900 pelos habitantes locais de Mocambeiro. A primeira missa ocorreu no mesmo ano em que foi fundada, nas décadas de 1900, é uma das igrejas mais antigas da região de Matozinhos.
É conhecida por suas práticas culturais de matriz africana, como o candombe, além de outras comemorações e festas religiosas locais, tais como reinado.

## Descrição
A Igreja fundada em Mocambeiro possui matrizes afro-brasileiras com traços da época da escravidão no Brasil, tempo em que houve uma mistura entre a cultura dos Europeus, indígenas e africanos, mais especificamente entre Europeus e africanos. Por esse motivo, a Igreja Santo Antônio faz práticas culturais de matriz africana. Além também das missas que comumente ocorrem, ou comemorações de datas festivas.